# Hermann Falke (Künstler)

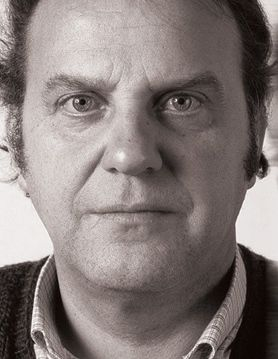
Hermann Falke

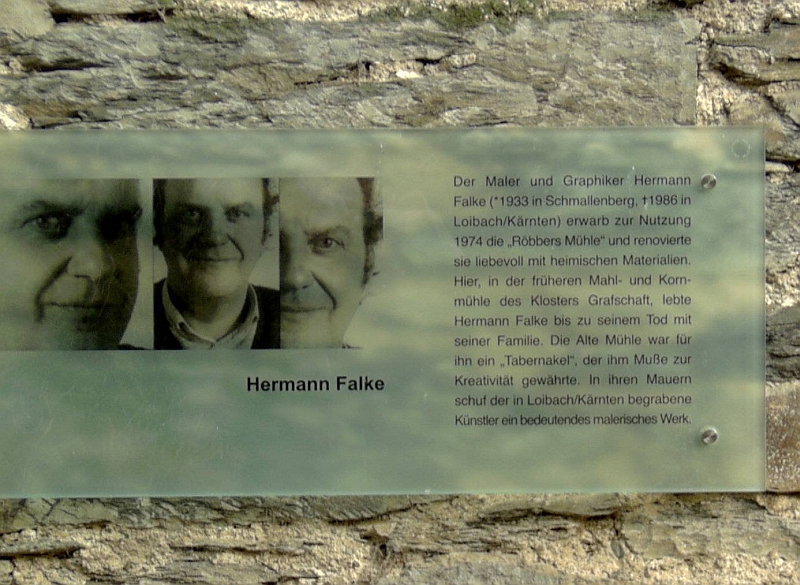
Hinweistafel mit Bild am ehemaligen Wohnhaus

Hermann Josef Paul Falke (* 4. September 1933 in Schmallenberg; † 3. Juni 1986 in Loibach, Österreich) war ein deutscher Maler und Grafiker.

## Leben

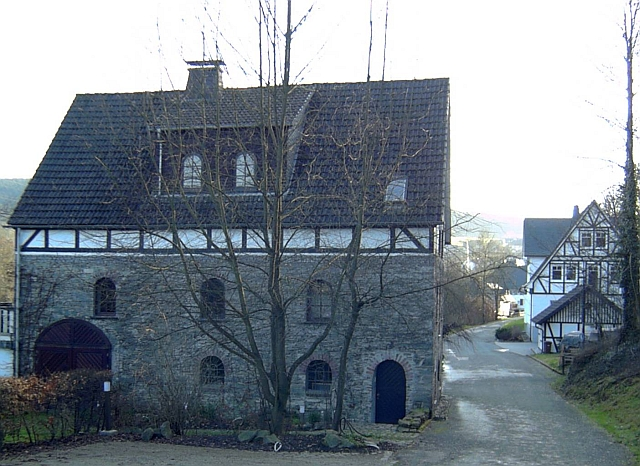
Kunsthaus Alte Mühle

Hermann Falke entstammte der sauerländischen Unternehmerfamilie Falke und wurde als drittes Kind des Kaufmanns Paul Friedrich Falke und der Josefine Louise in Schmallenberg geboren. Fünf Jahre später zog er nach Meschede. Dort besuchte er die Grundschule und das Gymnasium. Nach der Bombardierung Meschedes wohnt die Familie wieder in Schmallenberg. Falke besucht dort bis 1951 die Oberschule. Nach seiner Lehre als Einzelhandelskaufmann im elterlichen Betrieb in Meschede und bei Peek & Cloppenburg in Düsseldorf widmete er sich zunehmend der Malerei. Er studierte anschließend von 1959 bis 1963 an der Staatlichen Werkkunstschule Kassel-Wilhelmshöhe bei Jupp Ernst und Karl Oskar Blase. Anschließend gründete er 1963 in Bad Homburg mit Hilmar Rust eine Werbeagentur und war als freier Künstler tätig. 
Ab 1975 widmete er sich ausschließlich seiner künstlerischen Tätigkeit und lebte in Schmallenberg in dem heutigen Kunsthaus Alten Mühle, die er selbst als Wohnhaus und Atelier umgestaltete. Eine Hinweistafel an dem Gebäude erinnert an den Künstler. Mehrere Reisen, die ihn nachhaltig prägten und in sein künstlerisches Werk einflossen, führten ihn ins europäische Ausland, aber auch nach Kanada, Argentinien, Chile und nach Alaska. 1975 lernte er seine spätere Frau Renate Supantschitsch-Reinwald aus Südkärnten kennen. Aus dieser Ehe wurden die Söhne Philipp und Friedemann geboren. 1976 erfolgte die erste Reise nach Loibach (Südkärnten), das er als neue inspirierende Wahlheimat auserkor. Dort begann er 1982 mit dem Bau des Künstlerhauses und Ateliers, das heute als Falke-Haus bekannt ist und gewissermaßen eine Symbiose von Leben und Werk darstellt. In Loibach verstarb er am 3. Juni 1986. Seit 1988 befindet sich der künstlerische Nachlass Hermann Falkes im Falke-Haus Loibach.

## Werk
Hermann Falkes Frühwerke dokumentieren mit einer neuen Sachlichkeit eindringlich die stete Bedrohung, den Schmerz und die Trauer im Menschen. In seinem künstlerischen Schaffen fand sowohl die Malerei auf Leinwand, Zink, Aluminium und Holz, Decollagen, Prägedrucke, Radierungen als auch Skulpturen und Objekte vielfältigen Ausdruck. In seinem Spätwerk widmete er sich dann der Aquarelltechnik und griff dabei antike mythologische Themen auf. Gerade diese Werke sind von betörend-heiterer Leichtigkeit. Die von ihm geschaffenen Gestalten gebären sich vielfach als Traumtänzer über dem Abgrund des Lebens. Seinen Nachlass verwaltet die Hermann Falke-Foundation in Loibach. Einige Werke befinden sich in der Südwestfälische Galerie des Schieferbergbau- und Heimatmuseum Holthausen.

## Ausstellungen
- 1983 Galerie Buck & Deimel, Warendorf „Zyklus Hirtenlust - Aquarelle“, Warendorf, 24. April – 22. Mai 1983.
- 1983 Heimathaus im Rathaus Warendorf, Warendorf „Ölmalerei und Aquarelle“, Heimathaus im Rathaus Warendorf, Warendorf, 24. April – 22. Mai, Folder
- 1984 Wilhelm Morgner Haus, Soest „Hermann Falke Aquarelle 1983“, Wilhelm Morgner Haus Soest, Soest, 14. Januar – 12. Februar 1984, Mappe Aquarelle
- 1984 Museum Sauerland, Arnsberg „Aquarelle von Hermann Falke“, Museum Sauerland, Arnsberg, 22. Januar – 19. Februar 1984.
- 1984 Galerie Weege, Lemgo „Hermann Falke Aquarelle“, 28. September – 25. Oktober 1984.
- 1984 Galerie am Katthagen, Rheda-Wiedenbrück „Gemälde und Aquarelle“, Galerie am Katthagen, Rheda - Wiedenbrück, 30. März – 28. April 1984.
- 1985 Altstadt Galerie, Remscheid „Arbeiten auf Papier“, Altstadt Galerie, Remscheid, 19. April – 4. Mai 1985.
- 1985 Galerie Nawrath, Neheim „Aquarelle, Bilder in Chinatusche, Ölbilder auf Zink, Radierungen“, Galerie Nawrath, Neheim, 5. Mai 1985.
- 1985 Galerie und Atelier alte Mühle, Schmallenberg „Bilder und Graphiken“, Galerie und Atelier Alte Mühle, Schmallenberg, 17. November – 15. Dezember 1985.
- 1985 DLA Fredeburg e.V. Bonn-Röttgen, Bonn Röttgen „Aquarelle“, DLA Fredeburg e.V. Bonn-Röttgen, Bonn-Röttgen, 1985.
- 1986 Galerie alte Mühle, Schmallenberg „Letzte Arbeiten, Malerei und Grafik“, Kunstverein Schmallenberg und Galerie Alte Mühle, Schmallenberg, 30. November – 14. Dezember 1986.
- 1987 Galerie alte Mühle, Schmallenberg „Aquarelle - Radierungen“, Galerie Alte Mühle, Schmallenberg, 28. November – 13. Dezember 1987.
- 1988 Galerie alte Mühle, Schmallenberg „Tod und Tanz, Aquarelle und Decollagen 1980 -1984“, Galerie Alte Mühle, Schmallenberg, 5. Juni 1988, Katalog
- 1988 Galerie Reiner Kuhn, Wiedenbrück „Malerei und Radierungen aus den sechziger Jahren“, Galerie Reiner Kuhn, Wiedenbrück, 25. November – 23. Dezember 1988, Katalog
- 1989 Falke-Galerie, Loibach „Der Tod kennt kein Erinnern“, Galerie Renate Falke, Loibach, 12. Mai – 23. Juni 1989.
- 1990 Kunstverein Kreis Gütersloh, Gütersloh „Aquarelle“, Kunstverein Kreis Gütersloh Veerhofhaus, Gütersloh, 4. November – 2. Dezember 1990.
- 1991 Renate Falke - Reiner Kuhn Galerie, Loibach/Libuče „Wächter der verlorenen Zeit“, Renate Falke - Reiner Kuhn Galerie, Loibach/Libuče, 21. Juli – 16. August 1991.
- 1993 Falke & Kuhn Galerie, Loibach/Libuče „Papierarbeiten“, Falke & Kuhn Galerie, Loibach/Libuče, 10. Oktober – 30. Oktober 1993, Katalog
- 1994 Benediktinerabtei Königsmünster, Meschede „Der Tod ist mein Schlaf worden - Malerei und Aquarelle“, Benediktinerabtei Königsmünster, Meschede, 26. März – 24. April 1994, Katalog
- 1994 Galerie der Falke-Gruppe für Industriedesign und Bildende Kunst, Lippstadt „Vergangenes und Gegenwärtiges - Malerei und Aquarelle“, Galerie der Falke-Gruppe für Industriedesign und Bildende Kunst, Lippstadt, 2. Mai – 27. Mai 1994, Katalog
- 1995 Renate Falke Loibach und Kunstverein Stadt Schmallenberg, Schmallenberg „Bilder aus Schmallenberger Sammlungen“, Renate Falke Loibach und Kunstverein Stadt Schmallenberg, Schmallenberg, 17. – 24. September 1995.
- 1996 Galerie-Galerija Falke, Loibach/Libuče „Sonderausstellung zum 10. Todesjahr“, Galerie-Galerija Falke, Loibach/Libuče, 6. Juli – 15. September 1996, Mappenwerk
- 1996 Diözesanhaus, Klagenfurt „Alaska -Aquarelle - akvareli“, Diözesanhaus, Klagenfurt, 23. September – 18. Oktober 1996.
- 1997 Galerie-Galerija Falke, Loibach/Libuče „Letzte Zeichnungen, Aquarelle und Gemälde Januar - Mai 1986“, Galerie-Galerija Falke, Loibach/Libuče, 17. August – 21. September 1997, Katalog
- 1999 Musilhaus, Klagenfurt „Der andere Tod - Tod und Tanz Aquarelle - Gemälde - Graphik“, Musilhaus, Klagenfurt, Mai - Juli 1999.
- 1999 Galerie-Galerija Falke, Loibach/Libuče „Das eherne Zeitalter-bronasta doba, Gemälde“ und „Arkadien-arkadija, Aquarelle, Gemälde und Graphik“, Galerie-Galerija Falke, Loibach/Libuče, 22. Mai – 3. Juli 1999, Folder
- 2001 Galerie-Galerija Falke, Loibach/Libuče „Gemälde auf Zink und Aluminium - slike na kositru in aluminiju 1974-1985“, Galerie-Galerija Falke, Loibach/Libuče, 1. Mai – 12. Oktober 2001.
- 2001 Korośki Muzej, Ravne na Koroškem „Slike na cinku in aluminiju - Gemälde auf Zink und Aluminium“, Koroški muzej, Ravne na Koroškem, 28. November – 18. Dezember 2001, Katalog
- 2002 Galerie-Galerija Falke, Loibach/Libuče „Elysium unter der Petzen - elizij pod peco 1982 Gemälde, Aquarelle“, Galerie-Galerija Falke, Loibach/Libuče, 1. Juni – 25. Oktober 2002, Leporello
- 2003 Galerie-Galerija Falke, Loibach/Libuče „Retrospektive - Gemälde / Retrospektiva - slike 1948 - 1986“, Galerie-Galerija Falke, Loibach/Libuče, 31. Mai – 26. September 2003.
- 2003 Kunsthaus alte Mühle e.V., Schmallenberg „Im Reich des Pan, Aquarelle - Gemälde - Graphik“, kunsthaus alte mühle e.v., Schmallenberg, 13. Juni – 27. Juli 2003.
- 2006 Kunsthaus alte Mühle E.V., Schmallenberg „Bilder aus privaten Sammlungen“, kunsthaus alte mühle e.v., Schmallenberg, 3. – 25. Juni 2006.
- 2009 Galerie Falke, Loibach/Libuče „Reisen zum ich - potovanje k jazu, Gemälde - Aquarelle“, Galerie Falke, Loibach/Libuče, 7. Juli – 6. August 2009.
- 2015 Werner Berg Museum, Bleiburg/Pliberk „Hermann Falke Blau_Modro, Gemälde/oljne slike“, Aquarelle/akvareli, 29. November – 20. Dezember 2015.